# KBO 홈런상
KBO 홈런상은 연말 KBO 리그 시상식에서 해당 연도 정규 리그의 홈런 1위에게 수여하는 상이다. 기존 명칭은 한국프로야구 최다홈런상이었으나 KBO의 브랜드 아이덴디티 통합 작업에 따라 2015년 시즌부터 "KBO 홈런상"이라는 새로운 명칭을 사용하게 되었다.

## 연도별 수상자
| 연도   | 이름     | 소속            | 홈런 | 비고                                                           |
| ------ | -------- | --------------- | ---- | -------------------------------------------------------------- |
| 1982년 | 김봉연   | 해태 타이거즈   | 22   | 첫 홈런왕                                                      |
| 1983년 | 이만수   | 삼성 라이온즈   | 27   |                                                                |
| 1984년 | 이만수   | 삼성 라이온즈   | 23   | 홈런왕, 타격왕, 최다 타점 등 최초 타격 트리플크라운 달성       |
| 1985년 | 이만수   | 삼성 라이온즈   | 22   | 최초 공동 홈런왕                                               |
| 1985년 | 김성한   | 해태 타이거즈   | 22   | 최초 공동 홈런왕                                               |
| 1986년 | 김봉연   | 해태 타이거즈   | 21   | 역대 최소 홈런 홈런왕                                          |
| 1987년 | 김성래   | 삼성 라이온즈   | 22   | 최초 2루수 홈런왕                                              |
| 1988년 | 김성한   | 해태 타이거즈   | 30   | 최초 시즌 30홈런 돌파                                          |
| 1989년 | 김성한   | 해태 타이거즈   | 26   |                                                                |
| 1990년 | 장종훈   | 빙그레 이글스   | 28   | 최초 유격수 홈런왕                                             |
| 1991년 | 장종훈   | 빙그레 이글스   | 35   |                                                                |
| 1992년 | 장종훈   | 빙그레 이글스   | 41   | 최초 시즌 40홈런 돌파                                          |
| 1993년 | 김성래   | 삼성 라이온즈   | 28   |                                                                |
| 1994년 | 김기태   | 쌍방울 레이더스 | 25   | 최초 좌타자 홈런왕                                             |
| 1995년 | 김상호   | OB 베어스       | 25   | 최초 잠실구장 홈구장팀 홈런왕                                  |
| 1996년 | 박재홍   | 현대 유니콘스   | 30   | 최초 신인왕과 홈런왕 동시 석권                                 |
| 1997년 | 이승엽   | 삼성 라이온즈   | 32   | 역대 최연소 홈런왕                                             |
| 1998년 | 우즈     | OB 베어스       | 42   | 최초 외국인 선수 홈런왕                                        |
| 1999년 | 이승엽   | 삼성 라이온즈   | 54   | 최초 시즌 50홈런 돌파                                          |
| 2000년 | 박경완   | 현대 유니콘스   | 40   |                                                                |
| 2001년 | 이승엽   | 삼성 라이온즈   | 39   |                                                                |
| 2002년 | 이승엽   | 삼성 라이온즈   | 47   |                                                                |
| 2003년 | 이승엽   | 삼성 라이온즈   | 56   | 단일 시즌 최다 홈런                                            |
| 2004년 | 박경완   | SK 와이번스     | 34   |                                                                |
| 2005년 | 서튼     | 현대 유니콘스   | 35   |                                                                |
| 2006년 | 이대호   | 롯데 자이언츠   | 26   | 홈런왕, 타격왕, 최다 타점 등 타격 트리플크라운 달성            |
| 2007년 | 심정수   | 삼성 라이온즈   | 31   | 역대 최소 타율 홈런왕                                          |
| 2008년 | 김태균   | 한화 이글스     | 31   |                                                                |
| 2009년 | 김상현   | KIA 타이거즈    | 36   | 최초 시즌 중 이적 선수 홈런왕                                  |
| 2010년 | 이대호   | 롯데 자이언츠   | 44   | 역대 5번째 40홈런 타자(외국인 선수 제외). 최초 타격 부문 7관왕 |
| 2011년 | 최형우   | 삼성 라이온즈   | 30   | 방출 선수 출신 최초 홈런왕. 우투좌타 최초.                     |
| 2012년 | 박병호   | 넥센 히어로즈   | 31   |                                                                |
| 2013년 | 박병호   | 넥센 히어로즈   | 37   |                                                                |
| 2014년 | 박병호   | 넥센 히어로즈   | 52   |                                                                |
| 2015년 | 박병호   | 넥센 히어로즈   | 53   | 4년 연속 홈런왕,최초 2년연속 50홈런                            |
| 2016년 | 테임즈   | NC 다이노스     | 40   | 역대 2번째 공동 홈런왕                                         |
| 2016년 | 최정     | SK 와이번스     | 40   | 역대 2번째 공동 홈런왕                                         |
| 2017년 | 최정     | SK 와이번스     | 46   | 2년 연속 홈런왕                                                |
| 2018년 | 김재환   | 두산 베어스     | 44   |                                                                |
| 2019년 | 박병호   | 키움 히어로즈   | 33   | 개인 통산 5번째 홈런왕                                         |
| 2020년 | 로하스   | kt 위즈         | 47   | 한국프로야구 최초 스위치히터 홈런왕                            |
| 2021년 | 최정     | SSG 랜더스      | 35   |                                                                |
| 2022년 | 박병호   | kt 위즈         | 35   | 개인 통산 6번째 홈런왕(역대 최다 기록)                         |
| 2023년 | 노시환   | 한화 이글스     | 31   |                                                                |
| 2024년 | 데이비슨 | NC 다이노스     | 46   |                                                                |

## 같이 보기
- 한국 프로 야구 개인 통산 최다 홈런
- 한국 프로 야구 홈런 관련 기록
- 트리플 크라운